# アリ・ファルカ・トゥーレ
アリ・イブラヒム・“ファルカ”・トゥーレ（Ali Ibrahim "Farka" Touré, 1939年10月31日 - 2006年3月7日）はマリ共和国トンブクトゥ出身の歌手でギタリスト。アフリカで国際的に最も知られたミュージシャンの一人である。
アメリカのギタリスト、ライ・クーダーとの共作『トーキング・ティンバクトゥー』で1995年グラミー賞ベスト・ワールド・ミュージック・アルバム賞を、同郷のコラ奏者のトゥマニ・ジャバテとの共作In the Heart of the Moonで、2006年グラミー賞ベスト・トラディショナル・ワールド・ミュージック賞を、同じくジャバテとの共作Ali and Toumaniで2011年グラミー賞ベスト・トラディショナル・ワールド・ミュージック賞を受賞した。
「ローリング・ストーンの選ぶ歴史上最も偉大な100人のギタリスト」において2003年は第76位、2011年の改訂版では削除された。
息子のヴィユーも音楽活動を行っている。

## バイオグラフィ
1939年マリのカナウ村にて生まれる。マリにはグリオーという音楽芸術を生業とした職業があるが、トゥーレはグリオーとは関係のない家系で育つ。10代にジュルケレやインジャルカ、ンゴーニの弦楽器を演奏するようになる。タクシーの運転手などの仕事をしていたが、音楽活動も続けていた。1956年にギニアでみた国立アフリカン・バレエ団の公演で演奏していた、ギタリストのケイタ・フォデバの演奏に感銘を受け、ギター演奏に傾倒するようになった。1960年にマリがフランスより独立した時の芸術振興政策で頭角を現すようになる。また、ジョン・リー・フッカー等のアメリカの黒人音楽も聞くようになり、その影響を受ける。1970年代には首都バマコの国営ラジオ局でエンジニアとして働くようになり、同ラジオ局の楽団に所属し録音をするようにもなった。
1987年の初ヨーロッパソロツアーの際、イギリスのロンドンでセルフ・タイトル・アルバムをワールド・サーキットより発表。1994年にはアメリカのギタリスト、ライ・クーダーとの共作『トーキング・ティンバクトゥー』を発表。このアルバムは1995年グラミー賞ベスト・ワールド・ミュージック・アルバム賞を受賞。
2004年に同郷でグリオー家系のトゥマニ・ジャバテとの共作In the Heart of the Moonを録音し、2005年に発表。このアルバムは2006年グラミー賞ベスト・トラディショナル・ワールド・ミュージック賞を受賞。それから間もなく3月7日に癌にて死去。しかし、このセッションから間もなく2回目のセッションもしており、この録音はAli and Toumaniとして発表し、2011年グラミー賞ベスト・トラディショナル・ワールド・ミュージック賞を受賞した。

## ディスコグラフィ
- 1976 - Ali Touré Farka (Sonafric 50016-LP)
- 1976 - Spécial « Biennale du Mali » (Sonafric 50020-LP)
- 1978 - Biennale (Sonafric 50032-LP)
- 1979 - Ali Touré Farka (Sonafric 50060-LP)
- 1980 - Ali Touré dit Farka (Sonafric 50085-LP)
- 1984 - Ali Farka Touré (Red) (Sonodisc/Esperance 5558)
- 1988 - Ali Farka Touré (Green) (Sonodisc/Esperance 8448)
- 1988 - Ali Farka Touré (World Circuit WCD007 / Mango 9826)
- 1990 - African Blues (Shanachie 65002) (originally released as Ali Farka Touré (Green))
- 1990 - The River (World Circuit WCD017 / Mango 9897)
- 1993 - 『ザ・ソース』 - The Source (World Circuit WCD030 / Hannibal 1375) with Taj Mahal
- 1994 - 『トーキング・ティンバクトゥー』 - Talking Timbuktu (World Circuit WCD040 / Hannibal 1381) (with Ry Cooder)
- 1996 - 『レディオ・マリ』 - Radio Mali (World Circuit WCD044 / Nonesuch 79569) (remastered selections of original albums from 1975 through 1980)
- 1999 - Niafunké (World Circuit WCD054 / Hannibal 1443)
- 2002 - Mississippi to Mali (Rounder B0000DJZA1)(with Corey Harris)
- 2004 - Red&Green (World Circuit WCD070 / Nonesuch 79882) (remastered original albums from 1984 and 1988)
- 2005 - In the Heart of the Moon (World Circuit WCD072 / Nonesuch 79920) (with Toumani Diabaté
- 2006 - Savane (World Circuit WCD075 / Nonesuch 79965)
- 2010 - Ali and Toumani - (World Circuit/Nonesuch Records) with Toumani Diabaté[3]